# Tonari no Nobukuni-san wa Ore no Koto ga Suki na Ki ga Suru
Tonari no Nobukuni-san wa Ore no Koto ga Suki na Ki ga Suru (となりの信國さんは俺のことが好きな気がする?  lit. Tengo la sensación de que le gusto a mi compañera de al lado Nobukuni-san), también conocida como I Get the Feeling That Nobukuni-san Likes Me en inglés, es una serie de manga japonés escrito e ilustrado por Kousuke Yasuda. Comenzó a serializarse en la revista de manga seinen Young Animal de Hakusensha desde el 25 de septiembre de 2020, y hasta el momento se ha recopilado en seis volúmenes tankōbon.

## Personajes
Nodoka Nobukuni (信國のどか Nobukuni Nodoka?)
Sasaki-kun (佐々木君?)

## Publicación
Tonari no Nobukuni-san wa Ore no Koto ga Suki na Ki ga Suru es escrito e ilustrado por Kousuke Yasuda. Comenzó a publicarse en la revista de manga seinen Young Animal de Hakusensha el 25 de septiembre de 2020. Hakusensha recopila sus capítulos individuales en volúmenes tankōbon. El primer volumen se lanzó el 28 de abril de 2021, y hasta el momento se han lanzado seis volúmenes.
En América del Norte, el manga obtuvo la licencia para su lanzamiento en inglés por Seven Seas Entertainment, y el primer volumen se publicará el 29 de noviembre de 2022.
| Volúmenes de manga publicados | Volúmenes de manga publicados | Volúmenes de manga publicados |
| Número                        | Fecha de lanzamiento          | ISBN                          |
| ----------------------------- | ----------------------------- | ----------------------------- |
| 1                             | 28 de abril de 2021           | ISBN 978-4-592-16641-2        |
| 2                             | 29 de octubre de 2021         | ISBN 978-4-592-16642-9        |
| 3                             | 27 de mayo de 2022            | ISBN 978-4-592-16643-6        |
| 4                             | 29 de noviembre de 2022       | ISBN 978-4-592-16644-3        |
| 5                             | 29 de junio de 2023           | ISBN 978-4-592-16645-0        |
| 6                             | 29 de febrero de 2024         | ISBN 978-4-592-16646-7        |

## Otras lecturas
- «突然、脇の下を見せつける？ 純情な女子高生が、隣の席の男子に猛アプローチするも、その結果はいかに». Da Vinci News (en japonés). Kadokawa Corporation. 13 de mayo de 2021. Archivado desde el original el 15 de mayo de 2021. Consultado el 6 de noviembre de 2022.
- «天然女子高生のアプローチが可愛すぎて悶絶必至！『となりの信國さんは俺のことが好きな気がする』2巻が大好評！». Da Vinci News (en japonés). Kadokawa Corporation. 20 de noviembre de 2021. Archivado desde el original el 9 de diciembre de 2021. Consultado el 6 de noviembre de 2022.